# Дурасовка (Липецька область)
Дурасовка (рос. Дурасовка) — присілок у Грязінському районі Липецької області Російської Федерації.
Населення становить 5  осіб. Належить до муніципального утворення Фащевська сільрада.

## Історія
З 13 червня 1934 до 6 січня 1954 року у складі Воронезької області. Відтак входить до складу Липецької області.
Згідно із законом від 23 вересня 2004 року № 126-ОЗ органом місцевого самоврядування є Фащевська сільрада.

## Населення
| 2010 | 2013 |
| ---- | ---- |
| 4    | ↗5   |